# Герб Одинцово
Міське поселення Одинцово, центр Одинцовського району Московської області РФ має власну символіку: герб та прапор. Сучасна версія міської символіки ухвалена 25 листопада 2009 року.

## Опис
Герб спочатку розроблявся для Одинцовського району, тому герб міста Одинцово символізує нероздільність історії двох муніципальних утворень.
В основі герба мовою символів та алегорій відображена історія міста та району, як одного з чудових місць відпочинку в Підмосков'ї.
Срібний олень, що лежить із золотим вінком, що озирається на пройдений шлях символізує спокій та відпочинок.
Зелена земля і золотий вінок із квітів показують природні багатства Одинцовської землі, пагорб відображає рельєф околиць. Зелений колір також символізує здоров'я.
Композиція герба доповнена каймою, показує Одинцово, як невід'ємну частину району. Блакитний колір поля герба -- символ краси, бездоганності, високих устремлінь, доброчинності, символ чистого неба.
Срібло символізує чистоту, мудрість, благородство, досконалість, мир.
Золото -- символ багатства, стабільності, поваги, інтелекту

## Історія
Сучасна версія герба міського поселення Одинцово затверджена 25 листопада 2009 року. Перша версія герба була затверджена 21 червня 1985 року  і являла собою у срібному щиті золота башта із зіркою оточена золотими фрагментами зубчастого колеса, дубовими та березовими листями, колосом. У верхній частині щита на золотому полі назва міста блакитними літерами, на блакитно-червоному підніжжі справа золоті перехрещені серп та молот.